# 短齿鸟属
短齿鸟属（学名：Brevidentavis）是今鸟型类恐龙的一个属，化石发现于中国甘肃省早白垩世（阿普第期）的下沟组。属下包括单一物种张氏短齿鸟（Brevidentavis zhangi），已知化石包括部分颅骨及颈椎。短齿鸟正模标本下颌骨生有奇异的钝齿，描述者认为这可能表明短齿鸟有着特化的食性。其齿列与黄昏鸟目类似，实际上可能为该类群的早期成员。
属名由拉丁文“brevis”（短）、“dent”（牙齿）和“avis”（鸟）组成。种名致敬参与了发现正模标本考察的张兴。